# Aleksandr Danilin
Aleksandr Borisowicz Danilin (ros. Александр Борисович Данилин, ur. 20 czerwca 1961 w Moskwie, zm. 26 stycznia 2019) – rosyjski łyżwiarz szybki reprezentujący Związek Radziecki.
W wieku 22 lat Danilin uczestniczył w Zimowych Igrzyskach Olimpijskich 1984 w Sarajewie. Brał wówczas udział w jednej konkurencji łyżwiarstwa szybkiego, biegu na 500 m, gdzie zajął 9. miejsce.

## Rekordy życiowe
| Dystans | Czas    | Data      | Miejsce          |
| ------- | ------- | --------- | ---------------- |
| 500 m   | 36,76   | Ałma-Ata  | 25 marca 1983    |
| 1000 m  | 1:13,23 | Ałma-Ata  | 24 grudnia 1982  |
| 1500 m  | 2:05,26 | Inzell    | 13 lutego 1983   |
| 3000 m  | 4:40,30 | Leningrad | 23 sierpnia 1981 |
| 5000 m  | 8:58,73 | Iwanowo   | 8 lutego 1981    |
| Źródło: |         |           |                  |